# Почепский район
По́чепский район — административно-территориальная единица (район) и муниципальное образование (муниципальный район) в Брянской области России.
Административный центр — город Почеп.

## География
Расположен в центральной части области. Это второй по площади район Брянской области после Навлинского. Его площадь равна — 1887 км². Основные реки — Судость.

## История
Район был сформирован в 1929 году и первоначально входил в состав Западной области РСФСР, а с 1937 года — Орловской области. 5 июля 1944 года Указом Президиума Верховного Совета СССР была образована Брянская область, в состав которой, наряду с другими, был включен и Почепский район.
22 ноября 1957 года к Почепскому району была присоединена часть территории упразднённого Жирятинского района.

## Население
| 2002    | 2009    | 2010    | 2011    | 2012    | 2013    | 2014    | 2015    | 2016    |
| ------- | ------- | ------- | ------- | ------- | ------- | ------- | ------- | ------- |
| 46 972  | ↘44 267 | ↘42 365 | ↘42 306 | ↗42 455 | ↘41 449 | ↘40 395 | ↘39 606 | ↘39 415 |
| 2017    | 2018    | 2019    | 2020    | 2021    |         |         |         |         |
| ↘39 137 | ↘38 742 | ↘38 073 | ↘37 542 | ↘34 971 |         |         |         |         |

### Урбанизация
В городских условиях (город Почеп и пгт Рамасуха) проживают  43,93 % населения района.

### Национальный состав
По итогам переписи населения 2020 года проживали следующие национальности (национальности менее 0,1 % и другое, см. в сноске к строке «Другие»):
| Национальность | Численность, чел. | Доля     |
| -------------- | ----------------- | -------- |
| Русские        | 31 713            | 90,70 %  |
| Украинцы       | 124               | 0,35 %   |
| Армяне         | 108               | 0,31 %   |
| Цыгане         | 61                | 0,17 %   |
| Белорусы       | 57                | 0,16 %   |
| Узбеки         | 50                | 0,14 %   |
| Таджики        | 37                | 0,11 %   |
| Молдаване      | 36                | 0,10 %   |
| Другие         | 2785              | 7,96 %   |
| Итого          | 34 971            | 100,00 % |

## Административно-муниципальное устройство
Почепский район в рамках административно-территориального устройства области, включает 16 административно-территориальных единиц, в том числе 1 городской административный округ, 1 поселковый административный округ и 14 сельских административных округов.
Почепский муниципальный район в рамках муниципального устройства, включает 16 муниципальных образований нижнего уровня, в том числе 2 городских поселения и 14 сельских поселений:
| №         | Муниципальное образование        | Административный центр   | Количество населённых пунктов | Население (чел.) | Площадь (км²) |
| --------- | -------------------------------- | ------------------------ | ----------------------------- | ---------------- | ------------- |
| 1         | Почепское городское поселение    | город Почеп              | 1                             | ↘14 991          | 19,93         |
| 2         | Рамасухское городское поселение  | пгт Рамасуха             | 1                             | ↘371             | 1,62          |
| 3         | Бакланское сельское поселение    | село Баклань             | 19                            | ↘1677            | 217,40        |
| 4         | Бельковское сельское поселение   | село Бельково            | 12                            | ↘577             | 117,10        |
| 4.000001  | Валуецкое сельское поселение     | село Валуец              | 8                             | ↘769             | 61,90         |
| 5         | Витовское сельское поселение     | село Витовка             | 14                            | ↘1048            | 57,95         |
| 6         | Гущинское сельское поселение     | посёлок Первомайский     | 19                            | ↘1039            | 84,20         |
| 7         | Дмитровское сельское поселение   | село Дмитрово            | 14                            | ↘521             | 71,23         |
| 8         | Доманичское сельское поселение   | село Доманичи            | 22                            | ↘1354            | 112,97        |
| 9         | Краснорогское сельское поселение | село Красный Рог         | 23                            | ↘2509            | 308,20        |
| 10        | Московское сельское поселение    | посёлок Московский       | 11                            | ↘1176            | 71,59         |
| 11        | Первомайское сельское поселение  | село Первомайское        | 4                             | ↘786             | 50,85         |
| 12        | Польниковское сельское поселение | деревня Польники         | 28                            | ↘996             | 192,90        |
| 12.000002 | Рагозинское сельское поселение   | деревня Верхняя Злобинка | 12                            | ↘615             | 55,40         |
| 13        | Речицкое сельское поселение      | посёлок Речица           | 4                             | ↘3353            | 16,87         |
| 14        | Семецкое сельское поселение      | село Семцы               | 11                            | ↘1909            | 113,82        |
| 15        | Сетоловское сельское поселение   | село Сетолово            | 12                            | ↘1288            | 155,00        |
| 15.000003 | Титовское сельское поселение     | село Титовка             | 14                            | ↘741             | 65,56         |
| 16        | Чоповское сельское поселение     | село Чопово              | 18                            | ↘1376            | 112,48        |

После муниципальной реформы 2005 года, сперва в муниципальном районе к 1 января 2006 года было создано 19 муниципальных образований нижнего уровня местного самоуправления, в том числе 2 городских поселения и 17 сельских поселений.
Законом Брянской области от 4 июня 2019 года были упразднены:
- Валуецкое сельское поселение — включено в Семецкое сельское поселение;
- Рагозинское и Титовское сельские поселения —  включены в Речицкое сельское поселение.

## Населённые пункты
В Почепском районе 247 населённых пунктов.
| №   | Населённый пункт        | Тип                     | Население | Муниципальное образование        |
| --- | ----------------------- | ----------------------- | --------- | -------------------------------- |
| 1   | Азарово                 | деревня                 | ↘131      | Сетоловское сельское поселение   |
| 2   | Аксаментово             | деревня                 | ↘35       | Московское сельское поселение    |
| 3   | Александровка           | деревня                 | ↗2        | Краснорогское сельское поселение |
| 4   | Алексеевск              | село                    | ↗199      | Доманичское сельское поселение   |
| 5   | Анишино                 | деревня                 | ↘11       | Польниковское сельское поселение |
| 6   | Баклань                 | село                    | ↘940      | Бакланское сельское поселение    |
| 7   | Балыки                  | село                    | ↘110      | Бельковское сельское поселение   |
| 8   | Барановский             | посёлок                 | ↘6        | Речицкое сельское поселение      |
| 9   | Барыки                  | деревня                 | →4        | Сетоловское сельское поселение   |
| 10  | Беловск                 | деревня                 | →3        | Польниковское сельское поселение |
| 11  | Бельково                | село                    | ↘207      | Бельковское сельское поселение   |
| 12  | Березки                 | посёлок                 | ↘59       | Семецкое сельское поселение      |
| 13  | Берёзовка               | деревня                 | ↘11       | Польниковское сельское поселение |
| 14  | Бибики                  | деревня                 | ↘17       | Доманичское сельское поселение   |
| 15  | Близницы                | деревня                 | ↘19       | Польниковское сельское поселение |
| 16  | Бобровник               | посёлок                 | ↘12       | Речицкое сельское поселение      |
| 17  | Бохоричи                | деревня                 | ↘45       | Чоповское сельское поселение     |
| 18  | Боюры                   | посёлок                 | ↘33       | Краснорогское сельское поселение |
| 19  | Будка 103 км            | железнодорожная будка   | 0         | Гущинское сельское поселение     |
| 20  | Бумажная Фабрика        | деревня                 | ↘257      | Чоповское сельское поселение     |
| 21  | Бытня                   | деревня                 | ↘234      | Польниковское сельское поселение |
| 22  | Валуец                  | село                    | ↘719      | Семецкое сельское поселение      |
| 23  | Василевичи              | посёлок                 | ↗11       | Витовское сельское поселение     |
| 24  | Васильки                | посёлок                 | ↘2        | Речицкое сельское поселение      |
| 25  | Васьковичи              | село                    | ↘249      | Чоповское сельское поселение     |
| 26  | Верхняя Злобинка        | деревня                 | ↘337      | Речицкое сельское поселение      |
| 27  | Вершань                 | посёлок                 | →0        | Краснорогское сельское поселение |
| 28  | Весенний                | посёлок                 | ↘176      | Краснорогское сельское поселение |
| 29  | Ветошки                 | деревня                 | ↘14       | Гущинское сельское поселение     |
| 30  | Витовка                 | село                    | ↘931      | Витовское сельское поселение     |
| 31  | Войки                   | посёлок                 | ↘1        | Гущинское сельское поселение     |
| 32  | Волжино                 | деревня                 | ↘119      | Сетоловское сельское поселение   |
| 33  | Волна Революции         | посёлок                 | ↘2        | Чоповское сельское поселение     |
| 34  | Воловня                 | посёлок                 | →0        | Краснорогское сельское поселение |
| 35  | Воловня                 | деревня                 | →0        | Первомайское сельское поселение  |
| 36  | Волохи                  | деревня                 | →1        | Дмитровское сельское поселение   |
| 37  | Вормино                 | деревня                 | ↘39       | Гущинское сельское поселение     |
| 38  | Вяльки                  | деревня                 | ↗70       | Речицкое сельское поселение      |
| 39  | Галая Лужа              | посёлок                 | ↘7        | Семецкое сельское поселение      |
| 40  | Гамалеевка              | деревня                 | ↘17       | Семецкое сельское поселение      |
| 41  | Глазово                 | село                    | ↘96       | Польниковское сельское поселение |
| 42  | Гончаровка              | посёлок                 | ↘12       | Семецкое сельское поселение      |
| 43  | Горбачи                 | деревня                 | ↘43       | Бельковское сельское поселение   |
| 44  | Граборовка              | деревня                 | →17       | Дмитровское сельское поселение   |
| 45  | Громыки                 | посёлок                 | ↘490      | Сетоловское сельское поселение   |
| 46  | Гряда                   | посёлок                 | ↘23       | Семецкое сельское поселение      |
| 47  | Губостово               | село                    | ↗33       | Московское сельское поселение    |
| 48  | Гурин                   | посёлок                 | →0        | Семецкое сельское поселение      |
| 49  | Гущино                  | деревня                 | ↘18       | Гущинское сельское поселение     |
| 50  | Дадоровка               | деревня                 | ↘9        | Чоповское сельское поселение     |
| 51  | Демьяново               | село                    | ↘13       | Гущинское сельское поселение     |
| 52  | Дмитрово                | село                    | ↘363      | Дмитровское сельское поселение   |
| 53  | Добрая Воля             | посёлок                 | →17       | Доманичское сельское поселение   |
| 54  | Долбежи                 | деревня                 | ↘16       | Доманичское сельское поселение   |
| 55  | Дом Отдыха              | посёлок                 | ↘36       | Краснорогское сельское поселение |
| 56  | Доманичи                | село                    | ↗703      | Доманичское сельское поселение   |
| 57  | Дряговка                | посёлок                 | ↘11       | Польниковское сельское поселение |
| 58  | Дубовая Роща            | посёлок                 | ↘7        | Польниковское сельское поселение |
| 59  | Дубрава                 | деревня                 | ↘2        | Доманичское сельское поселение   |
| 60  | Дубрава                 | посёлок                 | ↘1        | Польниковское сельское поселение |
| 61  | Дубровка                | посёлок                 | ↘5        | Гущинское сельское поселение     |
| 62  | Дунайский               | посёлок                 | →18       | Гущинское сельское поселение     |
| 63  | Дымово                  | село                    | ↘13       | Гущинское сельское поселение     |
| 64  | Дягово                  | деревня                 | ↘52       | Речицкое сельское поселение      |
| 65  | Житня                   | деревня                 | ↘197      | Чоповское сельское поселение     |
| 66  | Житня                   | посёлок                 | ↗441      | Чоповское сельское поселение     |
| 67  | Жлудки                  | деревня                 | →2        | Гущинское сельское поселение     |
| 68  | Журавка                 | деревня                 | →1        | Доманичское сельское поселение   |
| 69  | Журавлево               | деревня                 | ↘21       | Речицкое сельское поселение      |
| 70  | Завалипути              | деревня                 | ↘12       | Польниковское сельское поселение |
| 71  | Заполье                 | деревня                 | ↘27       | Польниковское сельское поселение |
| 72  | Заречье                 | деревня                 | ↘8        | Гущинское сельское поселение     |
| 73  | Заречье                 | посёлок                 | ↘244      | Доманичское сельское поселение   |
| 74  | Заречье                 | посёлок                 | ↘56       | Краснорогское сельское поселение |
| 75  | Заречье                 | деревня                 | ↘45       | Польниковское сельское поселение |
| 76  | Зелёная Роща            | посёлок                 | ↘6        | Витовское сельское поселение     |
| 77  | Зелёный Гай             | посёлок                 | ↘20       | Речицкое сельское поселение      |
| 78  | Зелёный Куст            | посёлок                 | ↘13       | Витовское сельское поселение     |
| 79  | Зелёный Рог             | посёлок                 | ↘12       | Речицкое сельское поселение      |
| 80  | Золотая Ветка           | посёлок                 | ↘14       | Витовское сельское поселение     |
| 81  | Ивашково                | деревня                 | →10       | Московское сельское поселение    |
| 82  | Игнатьево               | деревня                 | ↘3        | Чоповское сельское поселение     |
| 83  | Игрушино                | деревня                 | ↘58       | Доманичское сельское поселение   |
| 84  | Ильюшино                | деревня                 | ↘18       | Доманичское сельское поселение   |
| 85  | Именка                  | деревня                 | ↘9        | Дмитровское сельское поселение   |
| 86  | Казаново                | деревня                 | ↘34       | Польниковское сельское поселение |
| 87  | Калачово                | село                    | ↘108      | Семецкое сельское поселение      |
| 88  | Калиновка               | деревня                 | →5        | Витовское сельское поселение     |
| 89  | Карпово                 | деревня                 | ↘3        | Московское сельское поселение    |
| 90  | Кирпичный Завод         | посёлок                 | ↘136      | Витовское сельское поселение     |
| 91  | Кожемяки                | деревня                 | ↘205      | Бакланское сельское поселение    |
| 92  | Козловка                | деревня                 | ↘15       | Бельковское сельское поселение   |
| 93  | Козловский              | посёлок                 | →43       | Бельковское сельское поселение   |
| 94  | Козорезовка             | деревня                 | ↘140      | Речицкое сельское поселение      |
| 95  | Колбасовка              | посёлок                 | 0         | Чоповское сельское поселение     |
| 96  | Колос                   | посёлок                 | ↗29       | Краснорогское сельское поселение |
| 97  | Копылы                  | деревня                 | →12       | Гущинское сельское поселение     |
| 98  | Корнево                 | деревня                 | ↘14       | Польниковское сельское поселение |
| 99  | Корневский              | посёлок                 | →4        | Польниковское сельское поселение |
| 100 | Королевка               | посёлок                 | ↘18       | Витовское сельское поселение     |
| 101 | Коростелево             | деревня                 | ↘54       | Бакланское сельское поселение    |
| 102 | Короткие                | деревня                 | ↘2        | Доманичское сельское поселение   |
| 103 | Космово                 | деревня                 | →9        | Чоповское сельское поселение     |
| 104 | Коста                   | хутор                   | ↗28       | Речицкое сельское поселение      |
| 105 | Котелки                 | деревня                 | ↘27       | Бельковское сельское поселение   |
| 106 | Котляково               | село                    | ↘168      | Бакланское сельское поселение    |
| 107 | Котовка                 | село                    | ↘15       | Семецкое сельское поселение      |
| 108 | Красная Слобода         | село                    | ↘256      | Сетоловское сельское поселение   |
| 109 | Краснознаменский        | посёлок                 | →5        | Бакланское сельское поселение    |
| 110 | Красноказацкий          | посёлок                 | →2        | Речицкое сельское поселение      |
| 111 | Красномайская           | деревня                 | ↘8        | Краснорогское сельское поселение |
| 112 | Красные Горки           | посёлок                 | 0         | Чоповское сельское поселение     |
| 113 | Красный                 | посёлок                 | ↘15       | Польниковское сельское поселение |
| 114 | Красный Рог             | село                    | ↗469      | Краснорогское сельское поселение |
| 115 | Красный Стяг            | посёлок                 | →11       | Семецкое сельское поселение      |
| 116 | Кувшиново               | деревня                 | →0        | Дмитровское сельское поселение   |
| 117 | Кузнецы                 | деревня                 | ↗2        | Чоповское сельское поселение     |
| 118 | Курманово               | деревня                 | ↘20       | Польниковское сельское поселение |
| 119 | Лабодино                | деревня                 | ↘10       | Гущинское сельское поселение     |
| 120 | Лапино                  | село                    | ↘147      | Бакланское сельское поселение    |
| 121 | Ленинский               | посёлок                 | ↘16       | Доманичское сельское поселение   |
| 122 | Липки                   | посёлок                 | ↘4        | Дмитровское сельское поселение   |
| 123 | Локня                   | деревня                 | →16       | Краснорогское сельское поселение |
| 124 | Лычово                  | деревня                 | →0        | Бельковское сельское поселение   |
| 125 | Майский                 | посёлок                 | ↘26       | Речицкое сельское поселение      |
| 126 | Малинки                 | посёлок                 | ↘5        | Семецкое сельское поселение      |
| 127 | Малое Староселье        | деревня                 | ↗284      | Московское сельское поселение    |
| 128 | Мамонов                 | посёлок                 | ↗6        | Речицкое сельское поселение      |
| 129 | Машково                 | деревня                 | ↘42       | Московское сельское поселение    |
| 130 | Милашово                | деревня                 | ↘50       | Чоповское сельское поселение     |
| 131 | Милечь                  | село                    | ↗506      | Краснорогское сельское поселение |
| 132 | Михайловка              | посёлок                 | →2        | Дмитровское сельское поселение   |
| 133 | Михайловск              | посёлок                 | ↘15       | Бакланское сельское поселение    |
| 134 | Михеенки                | деревня                 | →5        | Речицкое сельское поселение      |
| 135 | Морево                  | деревня                 | ↘10       | Речицкое сельское поселение      |
| 136 | Москали                 | посёлок                 | →4        | Краснорогское сельское поселение |
| 137 | Московский              | посёлок                 | ↗13       | Бакланское сельское поселение    |
| 138 | Московский              | посёлок                 | ↗714      | Московское сельское поселение    |
| 139 | Мостище                 | посёлок                 | ↗113      | Бакланское сельское поселение    |
| 140 | Мошки                   | посёлок                 | →0        | Витовское сельское поселение     |
| 141 | Муравка                 | деревня                 | →1        | Сетоловское сельское поселение   |
| 142 | Надинка                 | деревня                 | ↘47       | Бельковское сельское поселение   |
| 143 | Надинка                 | деревня                 | →13       | Доманичское сельское поселение   |
| 144 | Нельжичи                | деревня                 | ↘106      | Московское сельское поселение    |
| 145 | Немолодва               | железнодорожный разъезд | →0        | Речицкое сельское поселение      |
| 146 | Немчино                 | посёлок                 | ↘13       | Польниковское сельское поселение |
| 147 | Нижняя Злобинка         | деревня                 | ↘55       | Речицкое сельское поселение      |
| 148 | Николаевский            | посёлок                 | ↘8        | Бакланское сельское поселение    |
| 149 | Никольщина              | деревня                 | →3        | Сетоловское сельское поселение   |
| 150 | Новая Милечь            | деревня                 | →12       | Краснорогское сельское поселение |
| 151 | Новинский               | посёлок                 | ↘8        | Семецкое сельское поселение      |
| 152 | Новомихайловский        | посёлок                 | ↘2        | Польниковское сельское поселение |
| 153 | Новониколаевский        | посёлок                 | ↘1        | Краснорогское сельское поселение |
| 154 | Новый Раздел            | посёлок                 | ↘20       | Семецкое сельское поселение      |
| 155 | Новый Хутор             | посёлок                 | ↘16       | Витовское сельское поселение     |
| 156 | Огородники              | деревня                 | ↘28       | Доманичское сельское поселение   |
| 157 | Озаренный               | посёлок                 | ↘638      | Краснорогское сельское поселение |
| 158 | Озерище                 | посёлок                 | ↗16       | Витовское сельское поселение     |
| 159 | Октябрьский             | посёлок                 | ↘229      | Бакланское сельское поселение    |
| 160 | Октябрьское Лесничество | хутор                   | ↗5        | Первомайское сельское поселение  |
| 161 | Ольговка                | деревня                 | ↘15       | Витовское сельское поселение     |
| 162 | Паниковка               | железнодорожная станция | ↘3        | Витовское сельское поселение     |
| 163 | Паниковка               | деревня                 | ↗11       | Сетоловское сельское поселение   |
| 164 | Папсуевка               | деревня                 | ↘179      | Дмитровское сельское поселение   |
| 165 | Пашичи                  | посёлок                 | ↘0        | Дмитровское сельское поселение   |
| 166 | Пашково                 | деревня                 | ↘240      | Польниковское сельское поселение |
| 167 | Первомайский            | посёлок                 | ↘815      | Гущинское сельское поселение     |
| 168 | Первомайское            | село                    | ↘853      | Первомайское сельское поселение  |
| 169 | Песчанка                | посёлок                 | →2        | Речицкое сельское поселение      |
| 170 | Петровский              | посёлок                 | ↘4        | Краснорогское сельское поселение |
| 171 | Печня                   | село                    | ↘70       | Бельковское сельское поселение   |
| 172 | Писарево                | деревня                 | ↘11       | Речицкое сельское поселение      |
| 173 | Подбелово               | село                    | ↘385      | Гущинское сельское поселение     |
| 174 | Подборье                | посёлок                 | ↘16       | Речицкое сельское поселение      |
| 175 | Подыменка               | деревня                 | ↗14       | Дмитровское сельское поселение   |
| 176 | Покровка                | деревня                 | →10       | Дмитровское сельское поселение   |
| 177 | Польники                | деревня                 | ↘71       | Польниковское сельское поселение |
| 178 | Поляна                  | посёлок                 | →0        | Бакланское сельское поселение    |
| 179 | Поляна                  | посёлок                 | ↘19       | Речицкое сельское поселение      |
| 180 | Полянка                 | деревня                 | ↘28       | Чоповское сельское поселение     |
| 181 | Поповка                 | деревня                 | ↘20       | Доманичское сельское поселение   |
| 182 | Поповка                 | посёлок                 | ↘26       | Первомайское сельское поселение  |
| 183 | Поповка                 | село                    | ↘10       | Доманичское сельское поселение   |
| 184 | Почеп                   | город                   | ↘14 991   | Почепское городское поселение    |
| 185 | Починок                 | деревня                 | ↘31       | Речицкое сельское поселение      |
| 186 | Преображенский          | посёлок                 | ↘33       | Бакланское сельское поселение    |
| 187 | Прогресс                | посёлок                 | ↘11       | Семецкое сельское поселение      |
| 188 | Прохоровский            | посёлок                 | →7        | Краснорогское сельское поселение |
| 189 | Пукосино                | деревня                 | ↘24       | Бакланское сельское поселение    |
| 190 | Путиловец               | посёлок                 | ↘3        | Дмитровское сельское поселение   |
| 191 | Пушкари                 | деревня                 | ↘15       | Московское сельское поселение    |
| 192 | Рагозино                | село                    | ↘21       | Речицкое сельское поселение      |
| 193 | Рамасуха                | пгт                     | ↘371      | Рамасухское городское поселение  |
| 194 | Ратный Ров              | посёлок                 | →18       | Речицкое сельское поселение      |
| 195 | Речица                  | посёлок                 | ↗2241     | Речицкое сельское поселение      |
| 196 | Рогово                  | село                    | ↘253      | Речицкое сельское поселение      |
| 197 | Роща                    | посёлок                 | ↗15       | Гущинское сельское поселение     |
| 198 | Роща                    | посёлок                 | ↗632      | Краснорогское сельское поселение |
| 199 | Рудня                   | деревня                 | ↘63       | Бакланское сельское поселение    |
| 200 | Рудня                   | деревня                 | ↘11       | Дмитровское сельское поселение   |
| 201 | Рукавичино              | деревня                 | →9        | Сетоловское сельское поселение   |
| 202 | Рябцы                   | деревня                 | ↘7        | Бельковское сельское поселение   |
| 203 | Савинки                 | деревня                 | ↘14       | Сетоловское сельское поселение   |
| 204 | Селище                  | село                    | ↘56       | Польниковское сельское поселение |
| 205 | Семёновский             | посёлок                 | ↘5        | Польниковское сельское поселение |
| 206 | Семецкое Лесничество    | посёлок                 | ↗7        | Семецкое сельское поселение      |
| 207 | Семки                   | посёлок                 | ↗23       | Бакланское сельское поселение    |
| 208 | Семцы                   | село                    | ↘936      | Семецкое сельское поселение      |
| 209 | Сергеевка               | посёлок                 | ↘10       | Чоповское сельское поселение     |
| 210 | Сергеевский             | посёлок                 | ↘2        | Краснорогское сельское поселение |
| 211 | Сетолово                | село                    | ↘473      | Сетоловское сельское поселение   |
| 212 | Сибеки                  | деревня                 | ↘14       | Гущинское сельское поселение     |
| 213 | Сотниково               | деревня                 | ↘51       | Гущинское сельское поселение     |
| 214 | Спасский                | посёлок                 | ↘27       | Бакланское сельское поселение    |
| 215 | Старокрасная Слобода    | деревня                 | ↘265      | Семецкое сельское поселение      |
| 216 | Старопочепье            | село                    | ↘150      | Чоповское сельское поселение     |
| 217 | Стригово                | село                    | ↘62       | Московское сельское поселение    |
| 218 | Студенец                | посёлок                 | →1        | Доманичское сельское поселение   |
| 219 | Супрягино               | село                    | ↘207      | Польниковское сельское поселение |
| 220 | Тарасики                | посёлок                 | ↘43       | Краснорогское сельское поселение |
| 221 | Тарутино                | деревня                 | ↗55       | Доманичское сельское поселение   |
| 222 | Татищево                | деревня                 | ↘56       | Бакланское сельское поселение    |
| 223 | Телеши                  | деревня                 | →35       | Доманичское сельское поселение   |
| 224 | Титовка                 | село                    | ↘348      | Речицкое сельское поселение      |
| 225 | Третьяки                | село                    | ↘183      | Доманичское сельское поселение   |
| 226 | Тубольцы                | село                    | ↗95       | Московское сельское поселение    |
| 227 | Тщань                   | деревня                 | ↘0        | Краснорогское сельское поселение |
| 228 | Усошки                  | село                    | ↗258      | Краснорогское сельское поселение |
| 229 | Федоровка               | деревня                 | ↘17       | Дмитровское сельское поселение   |
| 230 | Хлебороб                | посёлок                 | ↗209      | Речицкое сельское поселение      |
| 231 | Хотеничи                | деревня                 | ↘35       | Чоповское сельское поселение     |
| 232 | Чемоданово              | деревня                 | ↘32       | Бельковское сельское поселение   |
| 233 | Чернецкая Коста         | село                    | ↘62       | Речицкое сельское поселение      |
| 234 | Чопово                  | село                    | ↗159      | Чоповское сельское поселение     |
| 235 | Шаулино                 | село                    | →40       | Польниковское сельское поселение |
| 236 | Шелудьки                | деревня                 | ↘14       | Гущинское сельское поселение     |
| 237 | Шиичи                   | деревня                 | ↘25       | Польниковское сельское поселение |
| 238 | Ширяевка                | деревня                 | ↘21       | Семецкое сельское поселение      |
| 239 | Шленговка               | деревня                 | ↗60       | Витовское сельское поселение     |
| 240 | Шмотовка                | деревня                 | ↘18       | Доманичское сельское поселение   |
| 241 | Шуморово                | село                    | ↘64       | Доманичское сельское поселение   |
| 242 | Щекотово                | деревня                 | ↘33       | Бакланское сельское поселение    |
| 243 | Юскова Слобода          | деревня                 | ↗162      | Бельковское сельское поселение   |

### Упразднённые населённые пункты
Законом Брянской области от 1 августа 2017 года № 65-З, 13 августа 2017 года были упразднены, как фактически не существующие, деревни Заречье и Устиново, и посёлки Стрелица и Ульянов Гай.

## Транспорт
Через район проходит автотрасса А240 «Брянск—граница Белоруссии» и железнодорожная линия Брянск—Гомель. Все сельские поселения связаны с райцентром регулярным автобусным сообщением.

## Достопримечательности
- Красный Рог (усадьба)
- Церковь Спаса Преображения в селе Баклань. Расположена посреди села на высоком берегу р. Судость. Сооружена в 1915 году на месте предшествующей деревянной церкви 1776 года. Церковь служит единственным напоминанием о пышном дворце и парке Разумовских. Стены рублены из бревен без остатка и обшиты снаружи и внутри тёсом, основание кирпичное. Принадлежит к характерным для Брянщины начала XX века деревянным храмам, выполненным в русском стиле.
- Почепский говор[28]
- В летопись Великой Отечественной войны почепчане внесли свою страницу. Восемь славных сыновей почепской земли были удостоены звания Героя Советского Союза, это Е. Д. Волков, Е. А. Дыскин, А. Г. Ляпкин, С. В. Подлузский, И. Е. Середа, И. Н. Тупицын, Д. К. Шишков, М. С. Осипенко. Семи первым в Почепе поставлены памятники-бюсты, а последнему памятника нет, так как по Указу Президиума Верховного Совета СССР от 10 декабря 1965 года он был лишён всех званий и наград из-за вступившего в силу приговора суда по уголовному делу.

## Связаны с Почепщиной
- Завадовский, Пётр Васильевич
- Лунин, Валерий Васильевич
- Толстой, Алексей Константинович